# نيك أوين
نيك أوين (بالإنجليزية: Nick Owen)‏ هو مذيع أخبار ومقدم تلفزيوني بريطاني، ولد في 1 نوفمبر 1947 في Berkhamsted ‏ في المملكة المتحدة.

## وصلات خارجية
- نيك أوين على موقع IMDb (الإنجليزية)
- نيك أوين على موقع قاعدة بيانات الفيلم (الإنجليزية)